# Sven Mestdagh
Sven Mestdagh is een Belgisch voormalig boogschutter.

## Levensloop
Mestdagh behaalde brons met het Belgisch team (voorts bestaande uit Marnix Vervinck en Willy Van den Bossche) op de Europese kampioenschappen van 1980.
Later werd hij ook actief met de compoundboog.